# Simpsonnerie chantante
Simpsonnerie chantante (All Singing, All Dancing) est le 11eme épisode de la saison 9 de la série télévisée d'animation Les Simpson.

## Synopsis
Homer et Bart reviennent de la vidéothèque n'ayant pas loué les films que Marge et Lisa leur avait demandés, ils ont préféré prendre le film La Kermesse de l'Ouest. S'attendant à voir de l'action comme dans tous les westerns, ils sont étonnés de voir des acteurs comme Clint Eastwood chanter et danser dans ce film. Dégoûté, Homer sort la cassette du magnétoscope, insistant sur le fait qu'il déteste le chant, le reste de la famille prouvera à Homer et Bart le contraire. Marge reprend des cassettes d'anciens épisodes pour lui montrer qu'il aime chanter et danser.  
Cet épisode est, comme son titre l'indique, un épisode musical, reprenant les chansons apparues dans la série depuis les débuts jusqu'à la saison 8 incluse.

## Épisodes repris
- Le Quatuor d'Homer
- Bart chez les dames
- Scout un jour, scout toujours
- Le Blues d'Apu
- Krusty, le retour
- Une portée qui rapporte
- Le Monorail
- Homer le grand
- Bart vend son âme